# Wittibreut

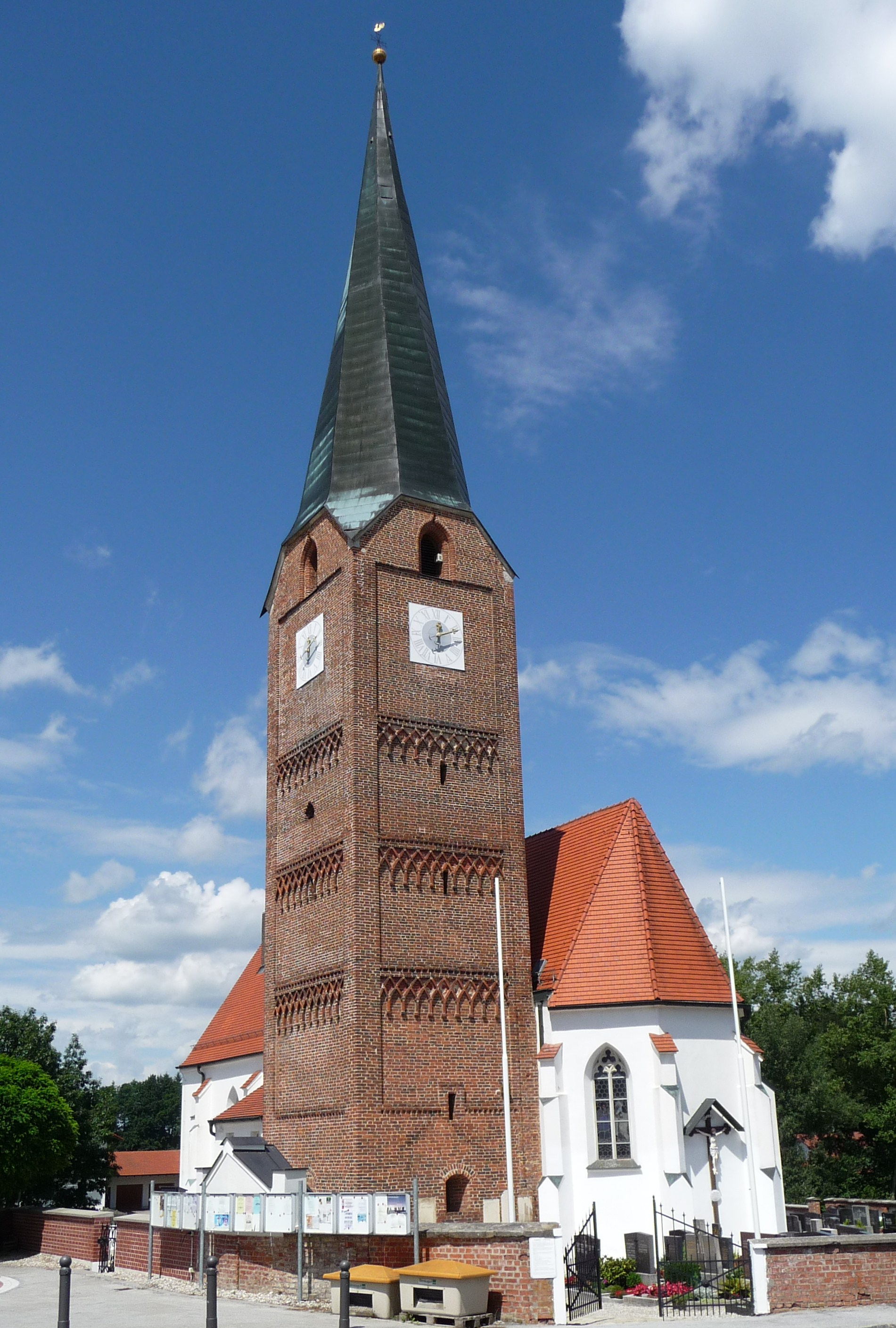
Die Pfarrkirche von Wittibreut

Wittibreut ist eine ländlich geprägte Gemeinde im niederbayerischen Landkreis Rottal-Inn.

## Geografie
Die kleine Ortschaft Wittibreut liegt in der Region Landshut genau auf der Wasserscheide zwischen den Flüssen Rott (Inn, Neuhaus am Inn) und Inn etwa 16 km südlich der Kreisstadt Pfarrkirchen sowie neun Kilometer nördlich von Simbach bzw. zehn Kilometer von Braunau.

### Gemeindegliederung
Es gibt 96 Gemeindeteile:
- Aiden
- Altersberg
- Biberg
- Bröcklöd
- Buch
- Dirschberg
- Dobl
- Ed
- Elling
- Englbernöd
- Exöd
- Fatzöd
- Friedlöd
- Fuchseck
- Geiern
- Geisberg
- Gerer
- Ginham
- Grasberg
- Gschöd
- Haberzagl
- Haid
- Hartmannsberg
- Hasmanning
- Hauzenberg
- Hochoest
- Hof
- Hofstetten
- Höhberg
- Hohenthann
- Hoirausberg
- Holzen
- Holzmühle
- Hub
- Hundbalgn
- Hutting
- Imerlsöd
- Kerneigen
- Kienberg
- Kiening
- Kienmühle
- Kienzling
- Kothhöring
- Kriering
- Laab
- Lahning
- Lehen
- Lofersöd
- Loh
- Mayerhof
- Moos
- Müllersberg
- Nußbaum
- Oberham
- Opping
- Pecheigen
- Piering
- Pischlfing
- Rameröd
- Rampelhub
- Reit
- Reith
- Reithas
- Roiching
- Schieferöd
- Schlott
- Schmidlehen
- Schrattenthal
- Schreiöd
- Schustersberg
- Speck
- Stelzenöd
- Taubenbeck
- Teufelseigen
- Thal
- Thalling
- Ulbering
- Ungnaden
- Wald
- Walking
- Walln
- Waltenham
- Watzenberg
- Webersberg
- Weichselbaum
- Weiding
- Weiding am Wald
- Weißen
- Weniglehen
- Wiesing
- Wittibreut
- Witzmaning
- Wolkertsham
- Würm
- Wurmannsreit
- Zaun

Es gibt die Gemarkungen Ulbering und Wittibreut.

## Geschichte
Ausgrabungen belegen Siedlungen, die bis in die Zeit 2000 v. Chr. zurückgehen.
Der Ort wurde erstmals 1190 als Witegorute in einem Grundstücksvertrag erwähnt. Er bedeutet ‚Rodung des Witigo‘ (vgl. -reuth).
Wittibreut gehörte zum Rentamt Straubing und zum Landgericht Pfarrkirchen des Kurfürstentums Bayern. Mit dem bayerischen Gemeindeedikt von 1818 wurde die Gemeinde Wittibreut gebildet. 

### Eingemeindungen
Im Zuge der Gebietsreform in Bayern wurde am 1. Januar 1971 ein Teil der aufgelösten Gemeinde Kirchberg am Inn eingegliedert. Die Gemeinde Ulbering wurde am 1. Januar 1976 eingemeindet.

### Einwohnerentwicklung
Zwischen 1988 und 2018 wuchs die Gemeinde von 1906 auf 1974 Einwohner um 68 Einwohner bzw. um 3,6 %.

## Gemeinderat
Der Gemeinderat besteht aus dem Ersten Bürgermeister und 14 Mitgliedern. Mitglieder in der Periode 2020–2026:
- BWU: 4
- CSU: 5
- Freie Wähler: 5

Erste Bürgermeisterin ist Christine Moser (CSU).

### Wappen
| Wappen von Wittibreut | Blasonierung: „In Blau ein silbernes Philippuskreuz, überdeckt von zwei schräg gekreuzten silbernen Reuthauen.“ |
| Wappen von Wittibreut | Wappenführung seit 1977.                                                                                        |

## Kultur und Sehenswürdigkeiten
Neben zahlreichen alten Rottaler Bauernhäusern bestimmen zwei Sakralbauten das Erscheinungsbild des Dorfes: Die katholische Pfarrkirche St. Maria, St. Philipp und St. Jakob aus dem frühen 14. Jahrhundert und die Wallfahrtskapelle zum Gnadenbrünnlein aus dem 18. Jahrhundert.
Die frühgotische Pfarrkirche hat eine neugotische Ausstattung. Im Hochaltar befindet sich eine spätgotische schöne Madonna, vermutlich das alte Gnadenbild. Die Wallfahrtskapelle ist an die Kirche angebaut. Sie enthält Votivbilder.
Wittibreut verfügt im Ortsteil Haberzagl über ein Bahnhofsgebäude, das nie einen Gleisanschluss hatte. Auch eine auf das Gebäude zulaufende Bahnhofstraße ist vorhanden.